# Eccellenza Lazio 2023-2024
Il campionato italiano di calcio di Eccellenza regionale 2023-2024 è stato il 33º organizzato in Italia. Rappresenta il quinto livello del calcio italiano. La stagione regolare è iniziata il 3 settembre 2023 ed è terminata il 5 maggio 2024. I play-out e lo spareggio promozione del girone A si sono tenuti il 12 maggio.

Il girone A è stato vinto dall'S.S.A. Rieti, al suo primo titolo, mentre il girone B è stato vinto dal Terracina, al suo secondo titolo.
Tutte le squadre iscritte al campionato di Eccellenza hanno diritto a partecipare alla fase regionale della Coppa Italia Dilettanti.

## Stagione

### Aggiornamenti
Il campionato di Eccellenza Lazio è composto da 36 squadre divise in due gironi da 18.
Ad inizio stagione il Comitato Regionale ha diramato il comunicato con il quale annuncia gli organici della stagione in corso.
Scendono dalla serie superiore il Pomezia, l'Aprilia e il Montespaccato mentre la Boreale DonOrione è stata ripescata in Serie D. quindi a completamento di organico vengono ripescate tre squadre, individuate tramite apposita graduatoria: Lodigiani, Romulea e Roccasecca San Tommaso.
A inizio stagione avvengono le seguenti fusioni e cambio di denominazioni sociali:
- Il IV Municipio cambia denominazione e diventa Citizen Academy[7]
- La neo-promossa Amatrice Calcio si fonde con la Nuova Rieti e prende il nome di Amatrice Rieti, anche detta S.S.A. Rieti[8]
- L'Insieme Formia delibera un scissione della società: nascono l'ASD Città di Formia, che rileva il titolo della vecchia società e gareggia in Eccellenza, e l'Inseme Ausonia[9]
- L'Aprilia Racing, neo-retrocessa dalla Serie D, termina il suo sodalizio e non si iscrive al campionato. Dalle sue ceneri nasce il Racing Ardea, che ne rileva il titolo e si iscrive al campionato[10]

### Formula
Il campionato di Eccellenza Lazio è composto da 36 squadre divise in due gironi da 18. In materia di promozioni e retrocessioni fa fede il Comunicato Ufficiale del Comitato Regionale Lazio.

#### Promozioni
Come da comunicato ufficiale, le società classificatesi al 1º posto di ciascun girone verranno ammesse alla stagione successiva di Serie D, mentre le squadre classificatesi al 2º posto verranno ammesse alla disputa dei play-off nazionali.

#### Retrocessioni
Come da comunicato ufficiale al termine della stagione retrocederanno al Campionato di Promozione quattro squadre per ciascun girone, così distinte:
- Società classificate al 17º e 18º posto;
- Le ulteriori due squadre verranno individuate mediante la disputa di gare di play-out: le squadre classificate al 13º, 14º, 15º e 16º posto verranno abbinate tra loro (13ª classificata/16ª classificata; 14ª classificata/15ª classificata) e con gara unica ad eliminazione diretta, da disputarsi in casa della squadra con la migliore classifica. Non verrà disputata la gara di play-out se tra due società ci sarà un divario superiore a 8 punti in classifica.

Questi i gironi organizzati dal Comitato Regionale della regione Lazio.

## Girone A

### Squadre partecipanti
| Club                             | Città (provincia)        | Stadio                                                         | Stagione precedente                                       |
| -------------------------------- | ------------------------ | -------------------------------------------------------------- | --------------------------------------------------------- |
| U.S.D. Academy Ladispoli         | Ladispoli (RM)           | Angelo Sale, Ladispoli                                         | 14º posto in Eccellenza girone A                          |
| Amatrice Rieti SSDARL            | Rieti                    | Stadio Centro d'Italia-Manlio Scopigno / Green Park La Foresta | 1º posto in Promozione girone B, promosso                 |
| A.S.D. Aranova                   | Aranova (RM)             | Le Muracciolie "A", Fiumicino                                  | 1º posto in Promozione girone A, promosso                 |
| A.S.D. Astrea                    | Roma                     | Ivo Di Marco, quartiere Ottavia, Municipio Roma XIV            | 11º posto in Eccellenza girone A                          |
| A.S.D. Audace 1919               | Genazzano (RM)           | Comunale, Monte Compatri                                       | 14º posto in Eccellenza girone B                          |
| A.S.D. Aurelia Antico Aurelio    | Roma                     | Antonio Sbardella, Primavalle, Municipio Roma XIII             | 4º posto in Eccellenza girone A                           |
| A.S.D. Campus Eur 1960           | Roma                     | Mario Tobia, quartiere Ostiense, Municipio Roma VIII           | 10º posto in Eccellenza girone A                          |
| Citizen Academy                  | Ciampino (RM)            | Stadio comunale "Superga"                                      | 12º posto in Eccellenza girone A                          |
| A.S.D. Civitavecchia Calcio 1920 | Civitavecchia (RM)       | Vittorio Tamagnini, Civitavecchia                              | 3º posto in Eccellenza girone A                           |
| A.S. LUISS S.S.D.                | Roma                     | Don Orione "A", quartiere Camilluccia, Municipio Roma XVII     | 8º posto in Eccellenza girone B                           |
| P.D. Montespaccato               | Montespaccato (RM)       | Montespaccato, quartiere Montespaccato, Municipio Roma XIII    | 17º posto in Serie D girone E, retrocesso                 |
| A.S.D. Pescatori Ostia           | Ostia (RM)               | Enzo Totti, Ostia Antica, Municipio Roma X                     | 1º posto in Promozione girone C, promosso                 |
| A.S.D. Polisportiva Faul Cimini  | Vignanello (VT)          | Comunale, Vignanello                                           | 9º posto in Eccellenza girone A                           |
| Pomezia Calcio 1957              | Pomezia (RM)             | Comunale, Pomezia                                              | 16º posto in Serie D girone G, retrocesso dopo i play-out |
| S.S. Romulea                     | Roma                     | Roma, quartiere San Giovanni, Municipio Roma VII               | 2º posto in Promozione girone A, ripescato                |
| SSDARL Valmontone 1921           | Valmontone (RM)          | Comunale "B", Valmontone                                       | 1º posto in Promozione girone D; promosso                 |
| A.S.D. Villalba Ocres Moca 1952  | Guidonia Montecelio (RM) | Centro Sportivo Ocres Moca, Villalba                           | 5º posto in Eccellenza girone B                           |
| A.S.D. W3 Maccarese              | Maccarese (RM)           | Emilio Darra, Fiumicino                                        | 5º posto in Eccellenza girone A                           |

### Classifica finale
Fonte:
|        | Pos. | Squadra                | Pt | G  | V  | N  | P  | GF | GS  | DR  |
| ------ | ---- | ---------------------- | -- | -- | -- | -- | -- | -- | --- | --- |
| [ 16 ] | 1.   | S.S.A. Rieti           | 76 | 34 | 24 | 4  | 6  | 77 | 31  | +46 |
|        | 2.   | W3 Maccarese           | 76 | 34 | 23 | 7  | 4  | 87 | 41  | +46 |
|        | 3.   | Montespaccato          | 75 | 34 | 23 | 6  | 5  | 89 | 36  | +53 |
|        | 4.   | Pomezia                | 69 | 34 | 21 | 6  | 7  | 69 | 37  | +32 |
|        | 5.   | Civitavecchia          | 57 | 34 | 16 | 9  | 9  | 62 | 52  | +10 |
|        | 6.   | Campus Eur             | 56 | 34 | 16 | 8  | 10 | 49 | 36  | +13 |
|        | 7.   | Faul Cimini            | 55 | 34 | 14 | 13 | 7  | 51 | 42  | +9  |
|        | 8.   | Aurelia Antico Aurelio | 53 | 34 | 15 | 8  | 11 | 46 | 42  | +4  |
|        | 9.   | Valmontone             | 46 | 34 | 14 | 4  | 16 | 51 | 46  | +5  |
|        | 10.  | Aranova                | 45 | 34 | 11 | 12 | 11 | 45 | 43  | +2  |
|        | 11.  | Romulea                | 44 | 34 | 11 | 11 | 12 | 51 | 47  | +4  |
|        | 12.  | LUISS                  | 40 | 34 | 11 | 7  | 16 | 49 | 65  | -16 |
|        | 13.  | Astrea                 | 39 | 34 | 10 | 9  | 15 | 39 | 42  | -3  |
|        | 14.  | Villalba Ocres Moca    | 35 | 34 | 9  | 8  | 17 | 43 | 61  | -18 |
|        | 15.  | Ladispoli              | 31 | 34 | 8  | 7  | 19 | 45 | 66  | -21 |
|        | 16.  | Audace                 | 29 | 34 | 8  | 5  | 21 | 41 | 79  | -38 |
|        | 17.  | Pescatori Ostia        | 16 | 34 | 4  | 4  | 26 | 33 | 86  | -53 |
|        | 18.  | Citizen Academy        | 11 | 34 | 3  | 2  | 29 | 35 | 110 | -75 |

Legenda:
      Promossa in Serie D 2024-2025.
      Ammessa ai play-off nazionali.
 Ai play-out.
      Retrocesse in Promozione Lazio.
Regolamento:
Tre punti a vittoria, uno a pareggio, zero a sconfitta.
In caso di arrivo a pari punti vale la classifica avulsa, tranne che per l'assegnazione del primo posto, per il quale è previsto uno spareggio.
I play-out non verranno disputati se tra le squadre designate ci sarà un divario superiore agli 8 punti.

### Risultati

#### Tabellone
|                        | ARi  | Ara  | Ast  | Aud  | Aur  | CEu  | Cit  | Civ  | FCi  | Lad  | LUI  | Mon  | Pes  | Pom  | Rom  | Val  | Vil  | W3M  |
| ---------------------- | ---- | ---- | ---- | ---- | ---- | ---- | ---- | ---- | ---- | ---- | ---- | ---- | ---- | ---- | ---- | ---- | ---- | ---- |
| Amatrice Rieti         | –––– | 1-0  | 1-0  | 3-0  | 1-1  | 0-2  | 7-0  | 1-1  | 4-0  | 4-1  | 2-0  | 3-1  | 2-1  | 1-3  | 2-0  | 3-2  | 3-0  | 1-3  |
| Aranova                | 1-2  | –––– | 2-1  | 2-1  | 1-2  | 2-3  | 3-1  | 0-0  | 0-0  | 2-0  | 1-1  | 2-3  | 0-4  | 1-2  | 3-0  | 2-0  | 1-1  | 0-0  |
| Astrea                 | 0-3  | 0-0  | –––– | 1-2  | 0-0  | 1-4  | 1-0  | 2-1  | 0-0  | 4-1  | 2-0  | 2-2  | 3-2  | 0-2  | 1-1  | 1-0  | 3-0  | 2-1  |
| Audace                 | 0-4  | 1-2  | 2-0  | –––– | 1-2  | 0-4  | 3-1  | 0-2  | 0-0  | 2-2  | 0-1  | 1-6  | 1-2  | 0-5  | 3-4  | 1-3  | 1-2  | 1-3  |
| Aurelia Antico Aurelio | 0-3  | 0-3  | 1-1  | 1-4  | –––– | 2-1  | 2-0  | 0-0  | 2-0  | 1-0  | 2-1  | 1-1  | 4-2  | 2-1  | 2-0  | 1-0  | 0-1  | 1-3  |
| Campus EUR             | 1-2  | 1-1  | 1-0  | 1-1  | 1-0  | –––– | 2-0  | 3-3  | 1-1  | 1-1  | 0-2  | 3-0  | 2-0  | 0-1  | 2-1  | 3-2  | 0-2  | 1-2  |
| Citizen Academy        | 0-2  | 0-1  | 2-5  | 3-5  | 0-3  | 1-2  | –––– | 1-5  | 1-1  | 1-2  | 2-3  | 3-4  | 2-1  | 0-6  | 0-2  | 1-0  | 0-2  | 2-2  |
| Civitavecchia          | 1-5  | 1-0  | 1-0  | 2-2  | 1-1  | 2-1  | 2-0  | –––– | 2-0  | 3-2  | 4-3  | 1-4  | 3-0  | 1-0  | 3-1  | 2-3  | 2-0  | 3-0  |
| Faul Cimini            | 2-1  | 0-0  | 1-0  | 1-0  | 3-0  | 0-0  | 4-1  | 1-1  | –––– | 0-0  | 2-1  | 0-1  | 4-0  | 2-1  | 3-1  | 1-0  | 3-0  | 3-3  |
| Ladispoli              | 1-4  | 2-4  | 2-1  | 0-1  | 0-4  | 1-2  | 5-0  | 1-1  | 3-3  | –––– | 0-1  | 2-2  | 2-1  | 2-3  | 2-0  | 2-3  | 2-1  | 1-1  |
| LUISS                  | 1-2  | 2-2  | 3-2  | 3-0  | 1-1  | 0-1  | 4-2  | 2-4  | 4-5  | 0-1  | –––– | 0-4  | 1-1  | 0-3  | 2-2  | 2-0  | 5-4  | 0-4  |
| Montespaccato          | 1-0  | 1-0  | 1-0  | 6-0  | 3-0  | 3-0  | 9-0  | 4-1  | 7-2  | 2-1  | 3-0  | –––– | 5-0  | 0-0  | 3-0  | 1-3  | 2-0  | 2-4  |
| Pescatori Ostia        | 0-4  | 2-2  | 1-1  | 2-3  | 1-5  | 0-2  | 0-3  | 2-3  | 0-2  | 1-0  | 0-2  | 2-3  | –––– | 1-3  | 1-2  | 0-2  | 3-1  | 1-6  |
| Pomezia                | 1-1  | 2-2  | 2-0  | 2-0  | 1-1  | 2-1  | 3-2  | 2-1  | 4-2  | 2-0  | 4-0  | 0-0  | 2-0  | –––– | 2-0  | 1-3  | 0-2  | 5-2  |
| Romulea                | 0-1  | 2-2  | 1-1  | 4-1  | 3-0  | 0-0  | 3-0  | 4-1  | 2-2  | 4-1  | 1-1  | 1-1  | 4-0  | 3-0  | –––– | 0-0  | 0-2  | 1-2  |
| Valmontone             | 1-2  | 1-2  | 0-0  | 0-0  | 1-0  | 2-1  | 5-1  | 4-2  | 2-1  | 3-1  | 1-2  | 2-3  | 1-0  | 1-2  | 0-1  | –––– | 2-1  | 1-1  |
| Villalba Ocres Moca    | 1-1  | 3-1  | 0-3  | 1-2  | 1-4  | 1-1  | 3-2  | 1-1  | 0-2  | 2-4  | 1-1  | 0-1  | 1-1  | 2-2  | 1-1  | 2-1  | –––– | 1-4  |
| W3 Maccarese           | 3-1  | 3-0  | 2-1  | 4-2  | 2-0  | 0-1  | 8-3  | 2-1  | 0-0  | 2-0  | 2-0  | 2-0  | 5-1  | 4-0  | 2-2  | 3-2  | 2-1  | –––– |

### Spareggi

#### Spareggio promozione
|              | Risultati |              | Luogo e data                       |
| ------------ | --------- | ------------ | ---------------------------------- |
| W3 Maccarese | 2-3 (dts) | S.S.A. Rieti | Roma (Tre Fontane), 12 maggio 2024 |
|              |           |              |                                    |

#### Play-out
Il play-out tra la 13ª e la 16ª non si è disputato in quanto il divario tra le due squadre è superiore agli 8 punti.
|                     | Risultati |           | Luogo e data                        |
| ------------------- | --------- | --------- | ----------------------------------- |
| Villalba Ocres Moca | 0 - 2     | Ladispoli | Guidonia Montecelio, 12 maggio 2024 |
|                     |           |           |                                     |

## Girone B

### Squadre partecipanti
| Club                             | Città (provincia)     | Stadio                                                       | Stagione precedente                         |
| -------------------------------- | --------------------- | ------------------------------------------------------------ | ------------------------------------------- |
| A.S.D. Atletico Pontinia         | Pontinia (LT)         | Riccardo Caporuscio, Pontinia                                | 1º posto in Promozione girone E, promosso   |
| A.S.D. Centro Sportivo Primavera | Aprilia (LT)          | Stadio Quinto Ricci                                          | 6º posto in Eccellenza girone A             |
| S.S.D. Certosa                   | Roma                  | Certosa, quartiere Centocelle, Municipio Roma V              | 2º posto in Eccellenza girone B             |
| A.S.D. Città di Anagni Calcio    | Anagni (FR)           | Roberto Del Bianco, Anagni                                   | 7º posto in Eccellenza girone B             |
| A.S.D. Città di Formia           | Formia (LT)           | Comunale, Formia                                             | -                                           |
| S.S.D. Colleferro Calcio         | Colleferro (RM)       | Bruno Di Giulio, Colleferro                                  | 3º posto in Eccellenza girone B             |
| S.S.D. Ferentino Calcio          | Ferentino (FR)        | Comunale "A", Ferentino                                      | 6º posto in Eccellenza girone B             |
| A.S.D. Gaeta                     | Gaeta (LT)            | Antonio Riciniello, Gaeta                                    | 4º posto in Eccellenza girone B             |
| Lodigiani Calcio 1972            | Roma                  | La Borghesiana "C", quartiere Borghesiana, Municipio Roma VI | 10º posto in Promozione girone C, ripescato |
| F.C.D. Monte San Biagio          | Monte San Biagio (LT) | Comunale, Monte San Biagio                                   | 11º posto in Eccellenza girone B            |
| A.S.D. Nettuno                   | Nettuno (RM)          | Filiberto De Franceschi, Nettuno                             | 13º posto in Eccellenza girone A            |
| A.S.D. Pro Calcio Tor Sapienza   | Roma                  | Giorgio Castelli, quartiere Tor Sapienza, Municipio Roma IV  | 10º posto in Eccellenza girone B            |
| Racing Ardea                     | Ardea (RM)            | Pineta dei Liberti "A", Ardea                                | -                                           |
| Roccasecca T. San Tommaso        | Roccasecca (FR)       | Lino Battista, Roccasecca                                    | 2º posto in Promozione girone E, ripescato  |
| A.S.D. P. Terracina Calcio       | Terracina (LT)        | Mario Colavolpe "A", Terracina                               | 9º posto in Eccellenza girone B             |
| A.S.D. UniPomezia 1938           | Pomezia (RM)          | Comunale, Pomezia                                            | 7º posto in Eccellenza girone A             |
| A.S.D. Vicovaro                  | Vicovaro (RM)         | Tancredi Berenghi, Vicovaro                                  | 12º posto in Eccellenza girone B            |
| A.S.D. Vis Sezze                 | Sezze (LT)            | Augusto Tasciotti, Sezze                                     | 8º posto in Eccellenza girone A             |

### Classifica finale
Fonte:
|  | Pos. | Squadra           | Pt | G  | V  | N  | P  | GF | GS | DR  |
|  | ---- | ----------------- | -- | -- | -- | -- | -- | -- | -- | --- |
|  | 1.   | Terracina         | 71 | 34 | 20 | 11 | 3  | 65 | 32 | +33 |
|  | 2.   | UniPomezia        | 70 | 34 | 20 | 10 | 4  | 63 | 29 | +34 |
|  | 3.   | Lodigiani         | 68 | 34 | 20 | 8  | 6  | 55 | 28 | +27 |
|  | 4.   | Certosa           | 63 | 34 | 18 | 9  | 7  | 60 | 43 | +17 |
|  | 5.   | Gaeta             | 62 | 34 | 18 | 8  | 8  | 58 | 39 | +19 |
|  | 6.   | Vis Sezze         | 61 | 34 | 17 | 10 | 7  | 51 | 28 | +23 |
|  | 7.   | Anagni            | 57 | 34 | 17 | 6  | 8  | 55 | 37 | +18 |
|  | 8.   | Colleferro        | 50 | 34 | 14 | 8  | 12 | 38 | 32 | +6  |
|  | 9.   | C.S. Primavera    | 45 | 34 | 14 | 3  | 17 | 40 | 43 | -3  |
|  | 10.  | Monte San Biagio  | 44 | 34 | 11 | 11 | 12 | 42 | 44 | -2  |
|  | 11.  | Vicovaro          | 44 | 34 | 12 | 8  | 14 | 52 | 51 | +1  |
|  | 12.  | Roccasecca T.S.T. | 41 | 34 | 11 | 8  | 15 | 41 | 50 | -9  |
|  | 13.  | Atl. Pontinia     | 40 | 34 | 10 | 10 | 14 | 36 | 40 | -4  |
|  | 14.  | Ferentino         | 37 | 34 | 10 | 7  | 17 | 41 | 49 | -8  |
|  | 15.  | Città di Formia   | 35 | 34 | 9  | 8  | 17 | 41 | 55 | -14 |
|  | 16.  | P.C. Tor Sapienza | 31 | 34 | 7  | 10 | 17 | 44 | 60 | -16 |
|  | 17.  | Nettuno           | 18 | 34 | 4  | 6  | 24 | 22 | 75 | -53 |
|  | 18.  | Racing Ardea      | 9  | 34 | 2  | 3  | 29 | 24 | 93 | -69 |

Legenda:
      Promossa in Serie D 2024-2025.
      Ammessa ai play-off nazionali.
 Ai play-out.
      Retrocesse in Promozione Lazio.
Regolamento:
Tre punti a vittoria, uno a pareggio, zero a sconfitta.
In caso di arrivo a pari punti vale la classifica avulsa, tranne che per l'assegnazione del primo posto, per il quale è previsto uno spareggio.
I play-out non verranno disputati se tra le squadre designate ci sarà un divario superiore agli 8 punti.

### Risultati

#### Tabellone
|                         | Ana  | AtP  | Cer  | CdF  | Col  | CSP  | Fer  | Gae  | Lod  | MSB  | Net  | PCTS | Rac  | Roc  | Ter  | UPo  | Vic  | Vis  |
| ----------------------- | ---- | ---- | ---- | ---- | ---- | ---- | ---- | ---- | ---- | ---- | ---- | ---- | ---- | ---- | ---- | ---- | ---- | ---- |
| Anagni                  | –––– | 1-0  | 1-2  | 2-0  | 2-0  | 4-0  | 1-1  | 1-2  | 1-2  | 3-0  | 1-2  | 2-0  | 4-0  | 1-2  | 2-2  | 1-3  | 1-2  | 1-0  |
| Atl. Pontinia           | 0-1  | –––– | 0-2  | 0-1  | 1-0  | 2-0  | 0-2  | 3-2  | 0-0  | 0-0  | 0-0  | 2-0  | 5-0  | 0-1  | 1-2  | 0-0  | 2-2  | 1-3  |
| Certosa                 | 1-1  | 3-3  | –––– | 1-1  | 2-1  | 2-1  | 1-0  | 3-1  | 1-4  | 4-1  | 3-0  | 2-1  | 4-0  | 2-1  | 2-2  | 1-2  | 2-1  | 3-0  |
| Città di Formia         | 1-0  | 0-2  | 2-1  | –––– | 1-1  | 0-0  | 2-1  | 2-2  | 2-0  | 3-1  | 8-0  | 1-4  | 2-0  | 1-2  | 2-2  | 0-1  | 0-3  | 0-2  |
| Colleferro              | 1-3  | 0-0  | 0-2  | 1-0  | –––– | 1-0  | 2-0  | 1-0  | 2-0  | 1-1  | 4-0  | 0-0  | 2-1  | 1-2  | 2-0  | 2-1  | 3-0  | 2-0  |
| C.S. Primavera          | 2-4  | 3-0  | 3-1  | 3-0  | 2-0  | –––– | 1-0  | 1-3  | 0-1  | 2-0  | 4-0  | 2-0  | 0-4  | 2-0  | 0-2  | 1-2  | 1-0  | 0-0  |
| Ferentino               | 1-1  | 0-2  | 0-1  | 2-1  | 0-1  | 1-0  | –––– | 3-1  | 0-2  | 1-2  | 4-1  | 3-0  | 6-1  | 1-1  | 0-5  | 2-2  | 1-1  | 0-3  |
| Gaeta                   | 0-1  | 2-1  | 2-2  | 2-1  | 3-1  | 1-3  | 1-0  | –––– | 1-1  | 3-1  | 0-0  | 4-1  | 1-0  | 4-1  | 5-0  | 3-3  | 1-0  | 1-0  |
| Lodigiani               | 3-1  | 2-0  | 1-3  | 5-0  | 2-0  | 2-1  | 2-1  | 1-1  | –––– | 2-0  | 1-0  | 2-2  | 1-0  | 2-0  | 2-0  | 1-1  | 0-0  | 2-0  |
| Monte San Biagio        | 2-3  | 1-1  | 0-1  | 3-2  | 2-2  | 1-0  | 0-0  | 0-1  | 1-0  | –––– | 2-0  | 2-2  | 7-0  | 4-1  | 2-2  | 1-0  | 1-0  | 1-1  |
| Nettuno                 | 1-2  | 3-4  | 1-2  | 0-2  | 0-1  | 0-1  | 2-0  | 1-1  | 0-3  | 1-1  | –––– | 0-1  | 2-1  | 0-2  | 0-2  | 0-1  | 1-3  | 0-5  |
| Pro Calcio Tor Sapienza | 1-4  | 1-1  | 1-1  | 2-2  | 1-1  | 1-2  | 3-1  | 2-3  | 1-1  | 0-1  | 2-2  | –––– | 7-0  | 1-0  | 1-2  | 2-2  | 4-2  | 0-1  |
| Racing Ardea            | 2-1  | 0-1  | 2-2  | 1-1  | 0-2  | 1-2  | 0-3  | 0-1  | 0-3  | 1-3  | 2-4  | 0-1  | –––– | 1-2  | 0-4  | 0-3  | 2-3  | 1-1  |
| Roccasecca T.S.T.       | 1-2  | 1-2  | 1-1  | 1-1  | 1-0  | 1-1  | 1-2  | 0-2  | 1-2  | 3-0  | 1-0  | 3-1  | 3-2  | –––– | 0-0  | 0-3  | 2-3  | 1-1  |
| Terracina               | 2-0  | 2-0  | 3-0  | 6-2  | 0-0  | 1-0  | 2-0  | 3-1  | 1-1  | 1-0  | 2-0  | 3-1  | 3-1  | 1-1  | –––– | 1-1  | 2-1  | 2-0  |
| UniPomezia              | 1-1  | 3-1  | 2-1  | 2-0  | 2-1  | 2-0  | 1-2  | 1-0  | 2-0  | 1-1  | 4-0  | 4-0  | 3-0  | 2-1  | 1-1  | –––– | 3-1  | 0-1  |
| Vicovaro                | 0-1  | 2-1  | 1-1  | 1-0  | 1-1  | 4-2  | 2-2  | 0-2  | 2-4  | 0-0  | 4-0  | 3-0  | 3-1  | 2-1  | 1-1  | 2-3  | –––– | 2-3  |
| Vis Sezze               | 0-0  | 0-0  | 3-1  | 1-0  | 2-1  | 3-0  | 3-1  | 1-1  | 3-0  | 2-0  | 1-1  | 1-0  | 3-0  | 2-2  | 2-3  | 1-1  | 2-0  | –––– |

### Spareggi

#### Play-out
Il play-out tra la 13ª e la 16ª non si è disputato in quanto il divario tra le due squadre è superiore agli 8 punti.
|           | Risultati |                 | Luogo e data              |
| --------- | --------- | --------------- | ------------------------- |
| Ferentino | 1 - 0     | Città di Formia | Ferentino, 12 maggio 2024 |
|           |           |                 |                           |

## Supercoppa Eccellenza Lazio
In finale si incontrano l'S.S.A. Rieti, vincitore del girone A, e il Terracina, vincitore del girone B, che, sul campo neutro del "Giorgio Castelli" di Roma (Tor Sapienza), si contendono il 1º trofeo regionale. A trionfare è la squadra reatina ai calci di rigore.
|              | Risultati      |           | Luogo e data         |
| ------------ | -------------- | --------- | -------------------- |
| S.S.A. Rieti | 2-2 (5-4 (dtr) | Terracina | Roma, 19 Maggio 2024 |
|              |                |           |                      |

## Coppa Italia Dilettanti - Fase regionale
In finale si incontrano l'UniPomezia e il Terracina che, sul neutro di Tivoli, si contendono il 32º trofeo regionale. Ad aggiudicarsi il match è il Terracina, che conquista il suo primo titolo superando per 2-1 i rivali dopo i tempi supplementari.
|            | Risultati |           | Luogo e data            |
| ---------- | --------- | --------- | ----------------------- |
| UniPomezia | 1-2 (dts) | Terracina | Tivoli, 7 Febbraio 2024 |
|            |           |           |                         |